# Гаці

Гаці (груз. გაცი) — в іберійській міфології (Східна Грузія) — бог.
Бог Гаці шанувався населенням Іберії аж до поширення християнства. Відомості про нього, збереглися тільки в літописах, які пов'язують його ім'я з ім'ям ще одного іберійського бога — Гаїмі. Золотий ідол Гаці і срібний ідол Гаїмі стояли поруч з ідолами Армазі та інших давньогрузинських божеств в Армазціхе (територія сучасної Мцхети).
Після оголошення християнства державною релігією (30-ті роки IV ст.) всі ідоли були знищені.
Згідно з літописною традицією, Гаці, як і Гаїмі, називали «тим, хто знає найпотаємніше».